# 俞氏牌
俞氏牌是一間總部位於台灣台北市的企業。以住家大門的對講機為主要商品，台灣及中國大陸均有市場，也曾銷售歐美及東南亞等地。於新北市五股設有工廠。

## 緣起
1958年，由俞桂欽於花蓮成立俞氏工業社

## 外部連結
- 俞氏電器股份有限公司官方網站 （页面存档备份，存于）